# Cereus forbesii
Cereus forbesii es una especie de planta suculenta perteneciente al género Cereus, dentro de la familia Cactaceae. Se distribuye desde Bolivia hasta el centro norte de Argentina.

## Descripción

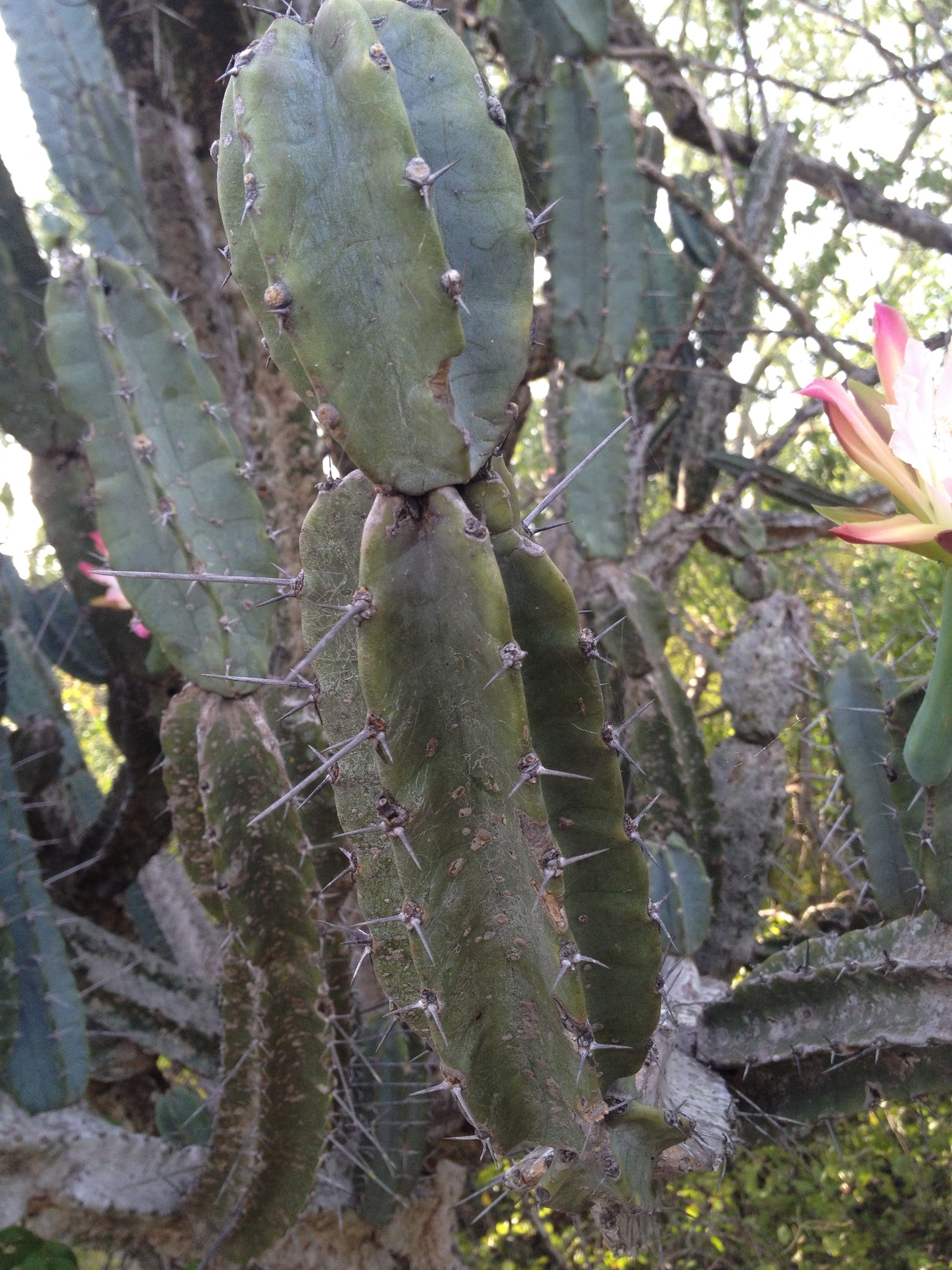
Detalle del tallo

Cereus forbesii es una especie de cactus columnar, ramificado y formador de colonias. Puede crecer hasta 3 m de altura, con una circunferencia madura de alrededor de 15 cm. Sin embargo, debido al clima, a la rotura natural, a la autopropagación y a otros factores limitantes del crecimiento, la mayoría de plantas no sobrepasan los 2 m de altura.
Los tallos son cilíndricos, y aunque inicialmente son de color verde azulado, con la edad se vuelven verde claro, con un diámetro de 5 a 8 cm. Presentan de 4 a 8 costillas romas y comprimidas, sombre las que se asientan areolas grises y pequeñas. En ellas encontramos de 1 a 3 espinas centrales fuertes, de color marrón amarillento y de hasta 16 cm de largo. También hay 5 espinas radiales que alcanzan una longitud de hasta 2 cm.
Las flores son de color blanco a rojizo y a menudo presentan un reverso de pétalos rosados y un centro amarillo. Los frutos son rojos y pulposos, similares a los frutos de algunas especies del género Opuntia.

## Distribución y hábitat
El área de distribución nativa de esta especie va desde Bolivia hasta el centro norte de Argentina y crece principalmente en biomas desérticos o de matorrales secos, a una altitud de 500 a 2000 m sobre el nivel del mar.
Su hábitat natural son las cimas de colinas áridas y azotadas por el viento, dentro de bosques dispersos, llanuras boscosas y bordes de los salares. Además, está adaptado a fluctuaciones extremas de temperatura, incluidas condiciones de pleno sol durante el día y temperaturas estacionales cercanas al punto de congelación por la noche (especialmente en invierno).

## Taxonomía
Cereus forbesii fue descrita por el botánico alemán Carl Friedrich Förster y publicada por primera vez en  en el libro Handbuch der Cacteenkunde: 398 en 1846.

Etimología
- Cereus: nombre genérico que deriva del término latíno cereus (que se traduce como 'vela' o 'cirio'), haciendo alusión a su forma alargada perfectamente recta.[4]
- forbesii: epíteto específico otorgado en honor a James Forbes (1773-1861), jardinero de John Russell, sexto duque de Bedford.[5]

Sinonimia
- Cereus cochabambensis Cárdenas, 1970
- Cereus cochabambensis var. longicarpa Cárdenas, 1970
- Cereus comarapanus Cárdenas, 1956
- Cereus hankeanus F.A.C.Weber ex K.Schum., 1897
- Cereus huilunchu Cárdenas, 1951
- Piptanthocereus comarapanus (Cárdenas) F.Ritter, 1980
- Piptanthocereus forbesii (C.F.Först.) Riccob., 1909
- Piptantocereus forbesii var. bolivianus F.Ritter, 1980
- Piptanthocereus hankeanus (F.A.C.Weber ex K.Schum.) Riccob., 1909
- Piptanthocereus huilunchu (Cárdenas) F.Ritter, 1980
- Piptanthocereus labouretianus Riccob., 1909

## Estado de conservación
En la Lista Roja de Especies Amenazadas de la UICN, la especie está clasificada como de “Preocupación Menor (LC)”.

## Usos
Se cultiva principalmente como planta ornamental y su propagación se realiza a través de esquejes o semillas.

## Galería

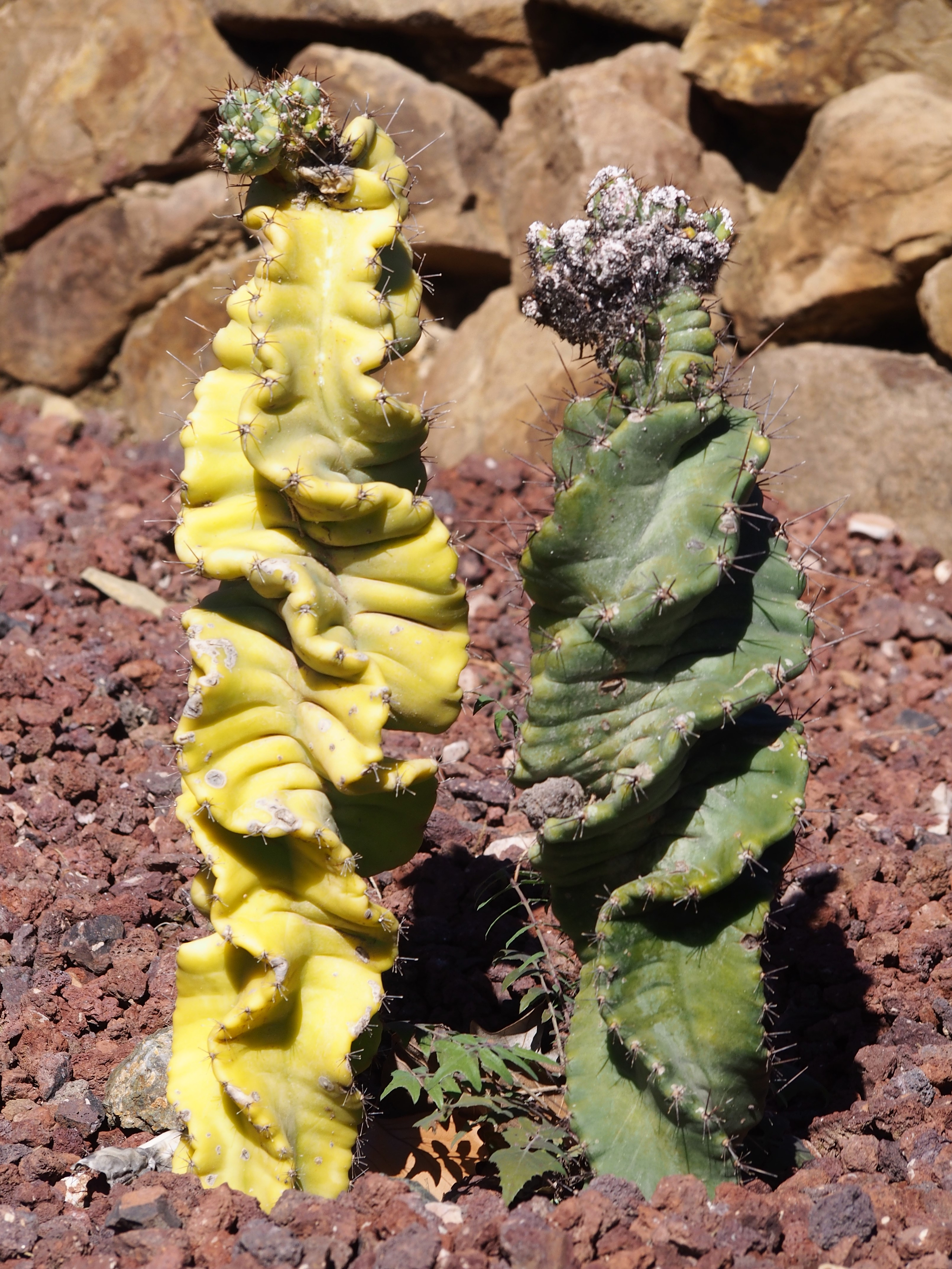
Cereus forbesii  variedad spiralis
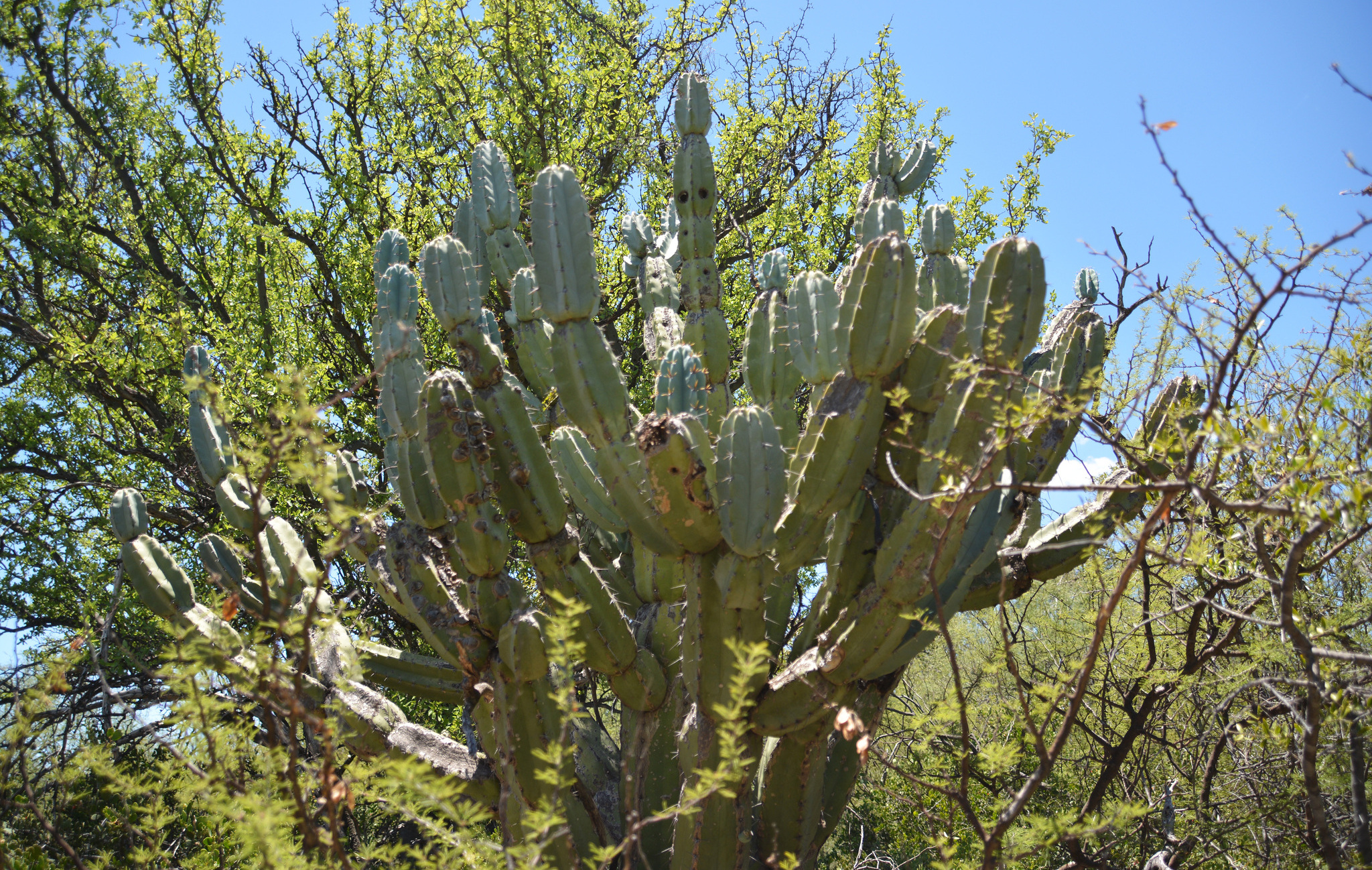
Planta en su hábitat
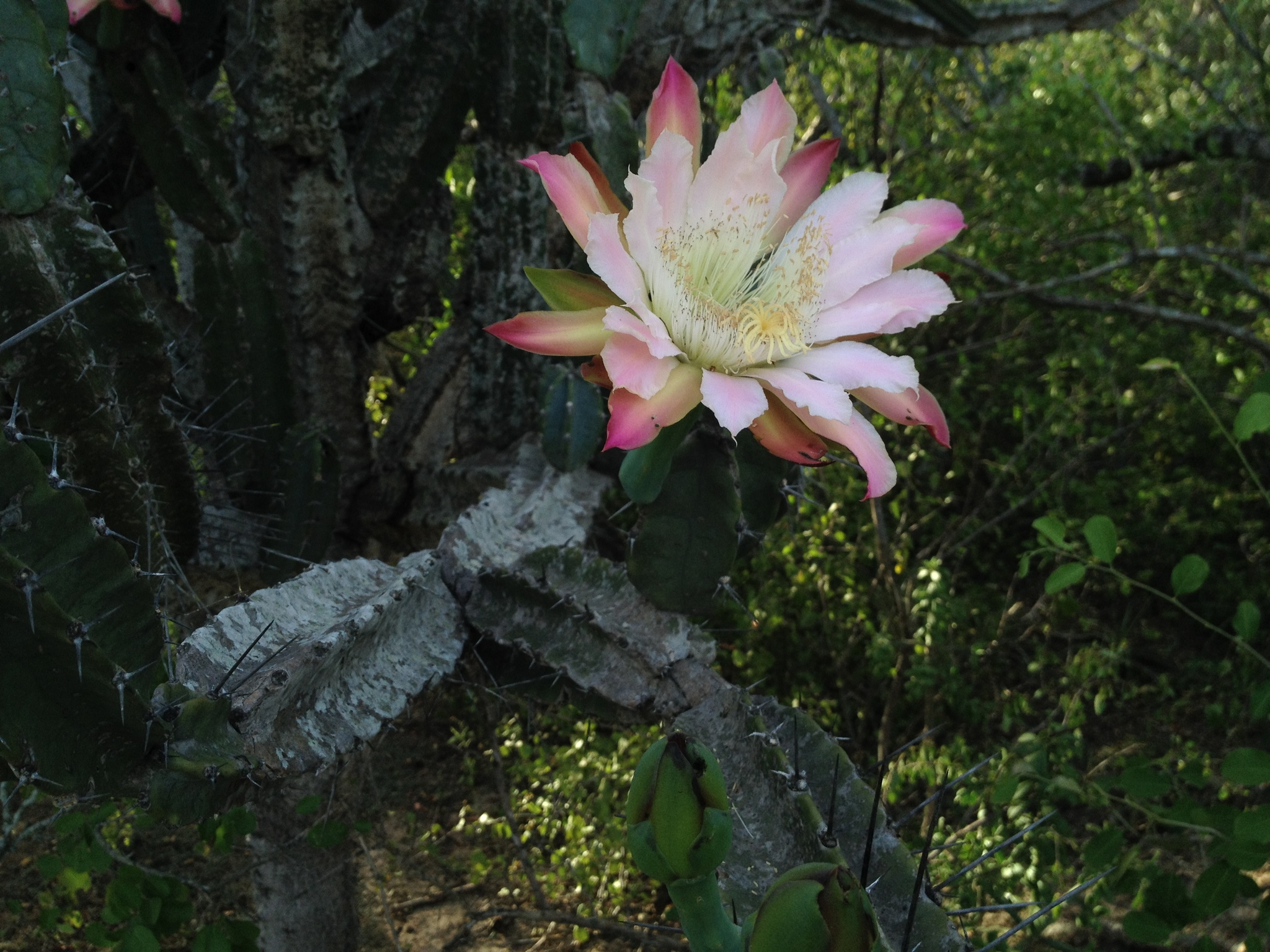
Detalle de la flor
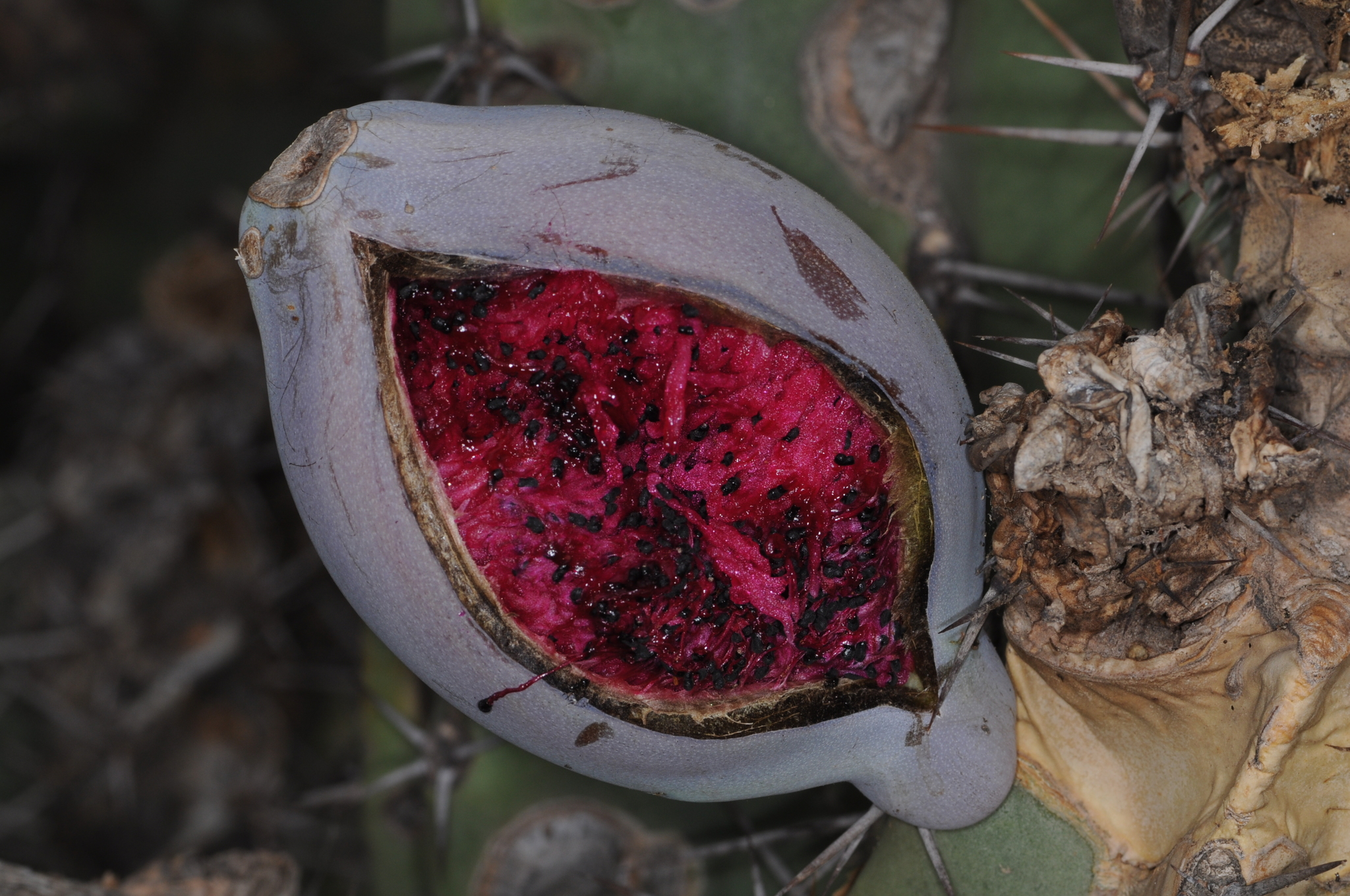
Interior del fruto
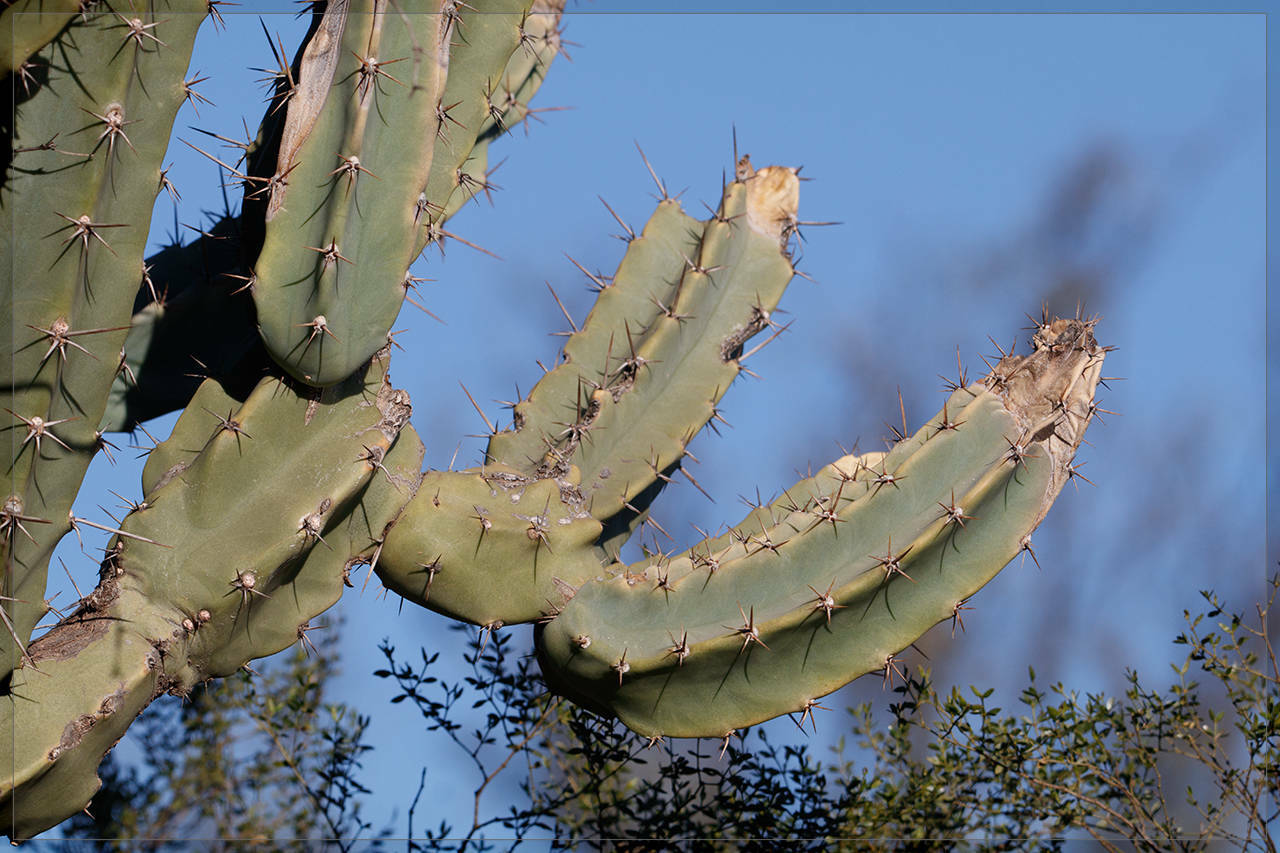
Detalle de los tallos